# Heliona ania
Heliona ania är en insektsart som först beskrevs av Irena Dworakowska 1981.  Heliona ania ingår i släktet Heliona och familjen dvärgstritar. Inga underarter finns listade i Catalogue of Life.